# Tom Clancy's Rainbow Six
Tom Clancy's Rainbow Six è un videogioco sparatutto in prima persona tattico sviluppato e distribuito dalla Red Storm Entertainment, inizialmente per PC nel 1998, e successivamente anche per Mac OS, Nintendo 64, PlayStation, Dreamcast e Game Boy Color.
Questo è il primo capitolo della serie Rainbow Six. La trama del videogioco è ispirata all'omonimo romanzo inglese Rainbow Six di Tom Clancy, scritto durante il periodo di sviluppo del gioco.
Il 31 gennaio 1999 venne pubblicata l'espansione del videogioco: Tom Clancy's Rainbow Six Mission Pack: Eagle Watch.

Questa espansione aggiunge 5 nuove missioni, 3 nuove armi e una nuova modalità multiplayer.
In occasione del 10º anniversario del primo videogioco di casa Tom Clancy's, la versione originale per Playstation di Rainbow Six, dal 2008, è stata resa disponibile su Playstation Store.

## Origine
La Red Storm pianificò fin dall'inizio di creare un gioco basato su un team speciale che combatte il terrorismo, proponendo operazioni furtive incentrate sulla liberazione di ostaggi e l'eliminazione di terroristi. Inizialmente il gioco si basava su un team statunitense simile alla squadra speciale HRT, tuttavia decisero in seguito di rendere l'organizzazione più internazionale, inglobando nel team membri provenienti da diverse nazioni. Decisero così di rinominare la squadra del videogioco in "Black Ops". Ciononostante, nel momento in cui lo scrittore statunitense Tom Clancy iniziò a scrivere un libro simile al videogioco, incentrato anch'esso su una squadra speciale che combatte il terrorismo, la Red Storm cambiò nuovamente idea e decise di ispirarsi alla trama dello stesso, rinominando il gioco in "Rainbow Six", sul titolo del romanzo.
È da considerare che, nel momento in cui la Red Storm terminò lo sviluppo del videogioco, l'omonimo libro era ancora in fase di scrittura, dunque la trama del gioco differisce sotto certi aspetti da quella originale del romanzo.

## Trama
È l'anno 1999. Rainbow, una nuova organizzazione anti-terroristica multinazionale, è la risposta all'emergente terrorismo internazionale, una minaccia che, all'indomani della guerra fredda, ha compromesso sempre più le singole forze di sicurezza nazionali.
La squadra è composta da un'élite di soldati provenienti dai paesi della NATO, ed agisce in assoluta segretezza: la sua esistenza è nota soltanto ai più alti funzionari governativi. Il direttore dell'organizzazione è John Clark, il leader del team è Domingo (Dingo) Chavez.
Poco tempo dopo la sua inaugurazione, la Rainbow si ritrova a dover rispondere a una serie di attacchi terroristici del Gruppo Phoenix, un'organizzazione eco-terrorista radicale che denuncia l'inquinamento e lo sfruttamento ambientale della società industriale. Intanto la Rainbow è assistita e riceve consigli da John Brightling, presidente della società biotecnologica americana Horizon Corporation Inc, che collabora conducendo anche importanti investigazioni sul gruppo Phoenix.
Tuttavia, la Rainbow viene a conoscenza di importanti informazioni che collegano lo stesso John Brightling al gruppo Phoenix nel mondo degli affari. La società della Horizon sta sviluppando infatti enormi quantità di virus Ebola contagioso, detto "Shiva", con lo scopo di compiere un genocidio di tutta la razza umana. Il piano di John Brightling è quello di distruggere l'intera umanità, e ricostruire il pianeta in un'utopia scientifica ed ecologica, con l'aiuto di un gruppo di collaboratori prescelti al progetto.
Per raggiungere l'obiettivo, il gruppo Phoenix installa un meccanismo per il rilascio del virus nel sistema principale di circolazione dell'aria del villaggio olimpico di Sydney, dove si sarebbero svolti i giochi olimpici del 2000, che avrebbe contagiato di lì a poco tutto il globo ed ucciso la maggior parte degli esseri umani. La Rainbow, riuscendo a contrastare il rilascio del virus e a scongiurare l'imminente catastrofe, elimina tutti i collaboratori del complotto e provvede infine a catturare John Brightling in persona, il quale riuscì, insieme al gruppo Phoenix, ad intanarsi nell'Arca Horizon, nella foresta Amazzonica, una cupola ermetica da loro progettata per scampare dall'olocausto globale.

## Modalità di gioco
Rainbow Six è un genere sparatutto tattico articolato in una campagna di 16 missioni. In ogni missione la fase di azione (ossia il gioco e vero e proprio) è preceduta sempre da una fase di pianificazione, durante la quale il giocatore potrà scegliere i membri del team da reclutare (in base alle abilità specifiche di ognuno), le armi e l'equipaggiamento da assegnare a ciascuno di essi e la strategia da adottare, scegliendo i punti di spawn all'interno della mappa e, facoltativamente, dei percorsi prestabiliti da seguire.
Terminata la fase di pianificazione, il gioco disporrà i membri della squadra nei punti di spawn definiti, assegnandone uno di default al giocatore. È da tenere in considerazione che, se non si impostano dei percorsi prestabiliti, l'azione dei membri della squadra non comandati in un certo momento dal giocatore sarà minima e, pertanto, è compito del singolo giocatore guidare ogni recluta del team, cambiando di volta in volta il personaggio da comandare. Per superare la missione occorre portare a termine tutti gli obiettivi richiesti (che possono variare a seconda della modalità di difficoltà impostata), eliminando i terroristi e cercando di limitare al minimo la perdita di compagni di squadra.
Gli obiettivi di ogni missione si basano fondamentalmente su operazioni furtive: disinnesco di bombe, liberazione di ostaggi tenuti prigionieri, penetrazione in luoghi protetti da dispositivi di sicurezza e altro.

## Sviluppo
L'idea del gioco che sarebbe diventato Rainbow Six ha avuto origine dai primi concetti che Red Storm Entertainment aveva concepito dopo la fondazione della società nel 1996. Selezionato tra circa 100 altre idee, il concetto originale, intitolato HRT, seguiva l'FBI Hostage Rescue Team che salvava gli ostaggi da criminali e terroristi. HRT è stato gradualmente ampliato nel suo ambito con l'aggiunta di operazioni segrete e un'ambientazione internazionale, e il gioco è stato ribattezzato Black Ops. Con il concetto iniziale FBI HRT abbandonato e il gameplay che si è ramificato lontano dal solo salvataggio degli ostaggi, sono state proposte più ambientazioni alternative per Black Ops, tra cui la seconda guerra mondiale, lo spionaggio della guerra fredda in stile spy fiction degli anni '60, il prossimo futuro e una storia distopica incentrata su un antieroe chiamata Jackbooted Thugs, prima di stabilirsi definitivamente sull'antiterrorismo contemporaneo. Il CEO di Red Storm Doug Littlejohns, un ex comandante di sottomarino della Royal Navy e un caro amico di Tom Clancy, non voleva sviluppare uno sparatutto arcade con "violenza insensata", ma non voleva nemmeno un gioco di strategia "noioso" e lento, quindi Black Ops è stato progettato per concentrarsi sul realismo e sull'azione, con una forte enfasi sulla pianificazione e sulla strategia. Il capo progettista del gioco Brian Upton, ricordando il processo di sviluppo di Rainbow Six nel numero di maggio 1999 di Game Developer.
Rainbow Six, sia il gioco che il romanzo, nacquero da una discussione tra Littlejohns e Clancy durante un'uscita aziendale della Red Storm nel 1996, quando Littlejohns menzionò Black Ops. Quando Clancy menzionò che stava scrivendo il suo romanzo su un'unità di salvataggio degli ostaggi, la loro conversazione portò Littlejohns a notare i prolungati ritardi diplomatici nell'autorizzazione dello spiegamento di un'unità antiterrorismo straniera all'estero, e suggerì la formazione di un'unità antiterrorismo permanente che avesse già l'autorizzazione a dispiegarsi a livello internazionale. Il nome "Rainbow" deriva dal termine "nazione arcobaleno", coniato da Desmond Tutu per descrivere il Sudafrica post-apartheid sotto la presidenza di Nelson Mandela. "Six" deriva dal codice di grado americano per capitano (O-6); sebbene John Clark sarebbe stato descritto più accuratamente come un maggiore generale (O-8), "Rainbow Six" si leggeva meglio di "Rainbow Eight". Upton si oppose all'aggiunta di "Six", credendo che avere un numero alla fine del titolo avrebbe influenzato un potenziale sequel, ma la sua opinione venne respinta. 
Seguendo la dottrina di sviluppo del gioco basata sul realismo, il progettista di livello John Sonedecker ha progettato ogni livello in modo che fosse il più possibile accurato e realistico rispetto all'architettura del mondo reale, notando che la presenza di elementi di design insoliti visti in altri sparatutto meno realistici, come porte inutilmente grandi o layout di edifici apparentemente progettati per il combattimento, avrebbero rovinato l'immersione del giocatore e influenzato il gameplay. Il team di sviluppo ha avuto accesso a esperti di antiterrorismo, addestratori militari e consulenti tecnici e ha utilizzato i loro consigli per garantire autenticità e semplificare lo sviluppo tagliando le meccaniche ritenute irrealistiche o non necessarie, come il salto. Questi consulenti tecnici hanno anche fornito la motion capture per le animazioni dei personaggi. 
Nel 1997, il gioco era molto in ritardo rispetto alla tabella di marcia e gli sviluppatori iniziarono a imporre una politica di crunch. Molti sviluppatori dormivano in una stanza libera dell'ufficio, la salute mentale di Upton peggiorò al punto che ebbe un crollo nervoso che spinse la società a ristrutturare per ridurre il suo carico di lavoro e il programmatore di rete Dave Weinstein (assunto come parte della suddetta ristrutturazione aziendale) fu fermato una volta dalla polizia con l'accusa di guida in stato di ebbrezza a causa del suo grave esaurimento da crunch. Il coinvolgimento di Clancy nello sviluppo fu "minimo", inviando solo a Red Storm un primo manoscritto del romanzo per elaborare i dettagli della trama nel gioco (ecco perché la trama del gioco presenta personaggi diversi e una trama leggermente diversa). Clancy avrebbe insistito affinché gli sviluppatori aggiungessero funzionalità che i suoi esperti sostenevano fossero realistiche, come il sensore di battito cardiaco immaginario utilizzato nel romanzo che funziona come un oggetto di equipaggiamento simile a un radar nel gioco. Nel novembre 1997, gli sviluppatori si resero conto che il gioco stava diventando troppo esigente, con frame rate a una sola cifra solo su dispositivi di fascia alta, quindi fu ordinata una massiccia revisione di due mesi. Nonostante queste battute d'arresto, lo sviluppo riuscì a progredire in modo relativamente fluido nel complesso e una dimostrazione di gioco all'E3 1998 che mostrava involontariamente i compagni di squadra dell'IA che salvavano gli ostaggi da soli aumentò la pubblicità del gioco prima dell'uscita. 
Diverse settimane prima dell'uscita del gioco su PC, le prime copie del gioco sono trapelate su siti web di pirateria online. Gli utenti che hanno caricato i file del gioco si sono presumibilmente "presi il merito di aver 'craccato' un gioco senza alcuna protezione dalla copia", frustrando gli sviluppatori; Weinstein ha ricordato di aver lanciato una filippica carica di parolacce sull'argomento nell'ufficio di Red Storm, solo per essere preso da parte da Littlejohns per il suo volume, dopo essere stato ascoltato a tre uffici di distanza. 
Le versioni per Nintendo 64, PlayStation, Mac OS, Game Boy Color e Dreamcast del gioco sono state sviluppate ciascuna da società separate: Saffire per N64, Rebellion Developments per PS1, Varcon Systems per Mac OS, Crawfish Interactive per GBC, e Pipe Dream Interactive per Dreamcast. Saffire ha lottato per semplificare lo schema di controllo di Rainbow Six per adattarlo al controller Nintendo 64 e alla fine ha dovuto rifare completamente il gioco in modo che potesse funzionare senza cali di frame rate su N64. Crawfish ha optato per dare alla porta per Game Boy Color uno stile di gioco unico, poiché riteneva che altri stili di gioco non si sarebbero adattati al gameplay e alle funzionalità di Rainbow Six sulla piattaforma. L'uscita della porta Dreamcast di Pipe Dream è stata ritardata di otto mesi. 
La copertina del gioco, raffigurante un agente Rainbow armato di una USP Heckler & Koch, non è stata creata per il gioco ed è in realtà una fotografia modificata del 1992 del dirigente delle vendite della Heckler & Koch USA John T. Meyer. L'immagine originale è stata utilizzata per promuovere il lancio americano della USP nel 1993. La Heckler & Koch ha autorizzato l'uso dell'immagine per il gioco e ha inviato istruttori di armi da fuoco per assistere con la motion capture. 

## Accoglienza
Tom Clancy's Rainbow Six è stato accolto con recensioni per lo più positive su PC, sebbene le versioni per console abbiano ricevuto valutazioni relativamente più basse. L'aggregatore di recensioni Metacritic mostra un punteggio di 85 su 100 per la versione per PC. L'aggregatore di recensioni di videogiochi GameRankings mostra punteggi dell'82% per PC, 74% per Nintendo 64, 48% per PlayStation, 54% per Game Boy Color, e 73% per Dreamcast. 
Il gameplay complessivo è stato accolto positivamente. La difficoltà del gioco e le differenze nello stile di gioco rispetto agli sparatutto contemporanei come Quake II e GoldenEye 007 sono state evidenziate da più recensori, così come la fase di pianificazione dettagliata. Trent C. Ward, recensendo la versione per PC per IGN, ha elogiato le complessità della fase di pianificazione, i danni realistici, l'IA competente e la libertà di completare le missioni da più approcci, affermando che era "diverso da qualsiasi sparatutto in prima persona mai realizzato". PC Gamer US ha definito il gioco "un pacchetto avvincente carico fino all'orlo di un gameplay teso e avvincente, tecnologia raffinata ed eccellente rigiocabilità" e "senza dubbio uno dei giochi più originali e migliori dell'anno". Jeremy Dunham di IGN, recensendo il porting per Dreamcast, ha elogiato il cambio di ritmo del gioco, dicendo: "A lungo esposto a scorribande senza senso e cloni inutili di gore-fest in prima persona, la capacità di pensare davvero e POI distruggere mi mette un grande sorriso sul viso". Sam Brooke di Push Square, recensendo il porting per PlayStation in una retrospettiva del 2018, ha apprezzato il senso di realizzazione derivante dal completamento corretto di missioni impegnative, definendolo "un pioniere nel suo genere". Alan Dunkin di GameSpot ha notato che il gioco potrebbe essere difficile, ma al punto da essere a volte frustrante. 
Diverse recensioni hanno evidenziato il realismo e l'immersione del gioco. Dunkin ha affermato che "la sensazione immersiva di Rainbow Six è forse una delle migliori viste in un gioco". Christian Nutt, recensendo il porting per Nintendo 64 per GameSpot, ha detto di Rainbow Six, "il realismo è all'ordine del giorno ... questo gioco offre una simulazione militare a un livello molto personale". Next Generation ha elogiato i tentativi di realismo del gioco, ma ha notato difetti nella presentazione come lo strano modo in cui i personaggi si sporgevano dagli angoli. 
Il multiplayer è stato elogiato, soprattutto per la versione PC. Ward ha elogiato la funzionalità multiplayer e la sua dipendenza, aggiungendo che "per settimane ormai, gli uffici qui sono letteralmente chiusi perché i team di IGN-PC, PC Gamer e PC Accelerator interrompono ciò che stanno facendo per affrontarsi in un deathmatch a squadre o per collaborare in una missione difficile". Dunkin ha affermato che il multiplayer "salva il gioco" dai suoi altri difetti. PC Gamer US ha descritto favorevolmente la funzionalità multiplayer come "tesa ed eccitante", ma ha suggerito che il rapido time-to-kill potrebbe rendere le partite più piccole semplici e noiose. Peter Olafson di GamePro ha affermato che il multiplayer era "uno sparatutto dall'aspetto gradevole", ma ha criticato i problemi di ritardo. 
Problemi e glitch dell'IA sono stati oggetto di notevoli critiche. Raphael Liberatore, recensendo il gioco per Computer Gaming World, ha criticato "l'IA difettosa e i bug che uccidono il gioco" per aver impedito "quello che avrebbe potuto essere un gioco di riferimento, un gioco turbato da quello che avrebbe potuto essere". Olafson ha evidenziato la mancanza di variazione nel comportamento dell'IA, con i nemici inattivi e i compagni di squadra che si muovevano solo in fila indiana. Brooke ha criticato il percorso dell'IA attraverso corridoi stretti, raccontando una missione in cui ci è voluto più tempo per estrarre un ostaggio che per trovarlo in primo luogo. Ward ha anche ricordato di aver riscontrato diversi glitch e casi di compagni di squadra che lo ostacolavano, ma ha affermato che tali problemi potrebbero essere facilmente trascurati durante il gioco.